# Rudolph Agricola
Pour les articles homonymes, voir Agricola et Huisman.
Rodolphus Agricola (de son vrai nom Roelof Huisman), né le 17 février 1444 ou le 28 août 1443 à Baflo, près de Groningue, et mort le 27 ou le 28 octobre 1485 à Heidelberg, est un humaniste néerlandais.

## Biographie
Il fit ses études à l’université d'Erfurt (à partir de 1456), puis de Cologne (en 1462), puis à Louvain, où il obtint une licence en arts magna cum laude (1465). Quelque temps après, il séjourna à Paris, où il fit la connaissance de Johannes Reuchlin.
De 1468 à 1471, il est en Italie, notamment à Pavie. Il fit un deuxième séjour dans ce pays de 1474 à 1479, cette fois à Ferrare, où il bénéficia du mécénat du marquis Hercule Ier.
Rentré aux Pays-Bas, il devint secrétaire de la municipalité de Groningue, ce qui lui donna l'occasion de faire beaucoup de déplacements. L'abbaye d'Aduard, près de la ville, fonctionnait comme une sorte d'académie savante. À Deventer, premier foyer de l'imprimerie aux Pays-Bas, le jeune Érasme, élève de l'école d'Alexander Hegius von Heek, le vit personnellement et en fut très impressionné.
En 1481, il passa six mois à Bruxelles, à la cour de l'archiduc (futur empereur) Maximilien de Habsbourg.
En 1482, il se rendit à Heidelberg auprès d'un ancien condisciple de Pavie, Jean de Dalberg, chancelier de l'université de cette ville (et évêque de Worms). Il y reprit auprès de Flavius Mithridate l'étude de l'hébreu (qu'il avait commencée pendant son séjour à Paris).
En 1485, il accompagna Jean de Dalberg dans un voyage à Rome auprès du pape Innocent VIII, mais il mourut juste après son retour à Heidelberg.
Ses écrits ont été réunis bien après sa mort sous le titre Lucubrationes (Cologne, 1539, édition en deux volumes in-4° par Alardus d'Amsterdam). Le plus célèbre est le traité De inventione dialectica (1479), sur le rôle de la logique en rhétorique (et où il parle de la possibilité d'instruire les sourds-muets). Dans le De formando studio (1484), adressé à Jacques Barbireau, il présente sa conception de la pédagogie humaniste. On peut citer aussi l'Oratio in laudem philosophiæ et reliquarum artium. Il a traduit des auteurs grecs en latin (not. l' Axiochos du pseudo-Platon, des discours d'Isocrate, les Progymnasmata d'Hermogène de Tarse et d'Aphthonios) et est l'auteur d'une édition annotée des Declamationes de Sénèque l'Ancien.
Il s'intéressa également à la musique. Les chansons néerlandaises qu’il a composées et dont témoignent sa correspondance avec le compositeur Jacques Barbireau ainsi que des commentaires d'auteurs postérieurs n’ont pas été conservées.

## Édition récente
- Rodolphe Agricola, Écrits sur la dialectique et l'humanisme, Paris, Honoré Champion, 1997.

### Source
Cet article comprend des extraits du Dictionnaire Bouillet. Il est possible de supprimer cette indication, si le texte reflète le savoir actuel sur ce thème, si les sources sont citées, s'il satisfait aux exigences linguistiques actuelles et s'il ne contient pas de propos qui vont à l'encontre des règles de neutralité de Wikipédia.